# 冰川雪兔子
冰川雪兔子（学名：Saussurea glacialis）为菊科风毛菊属的植物。分布于哈萨克斯、蒙古以及中国大陆的新疆等地，生长于海拔2,700米至4,700米的地区，多生于生高山流石滩，目前尚未由人工引种栽培。